# بیلی بوان
بیلی بوان (انگلیسی: Billy Bevan؛  ‏ ۲۹ سپتامبر ۱۸۸۷ – ۲۶ نوامبر ۱۹۵۷) بازیگر اهل استرالیا بود. وی بین سال‌های ۱۹۱۶ تا ۱۹۵۰ میلادی فعالیت می‌کرد.
از فیلم‌هایی که وی در آن نقش داشته است، می‌توان به چهارراه‌های نیویورک، عشق خالص، قهرمان یک شهر کوچک، عشق، شرافت و سلوک، پرورش بیبی، اتود در قرمز لاکی، دکتر جکیل و آقای هاید، سواران، ولتاژ بالا، باغ اسرارآمیز، مونت‌کارلو، داستان دو شهر، لویدز لندن، شمشیرزن، وحشت نیمه‌شب و سالومه در برابر شنندوا اشاره کرد.

## نگارخانه

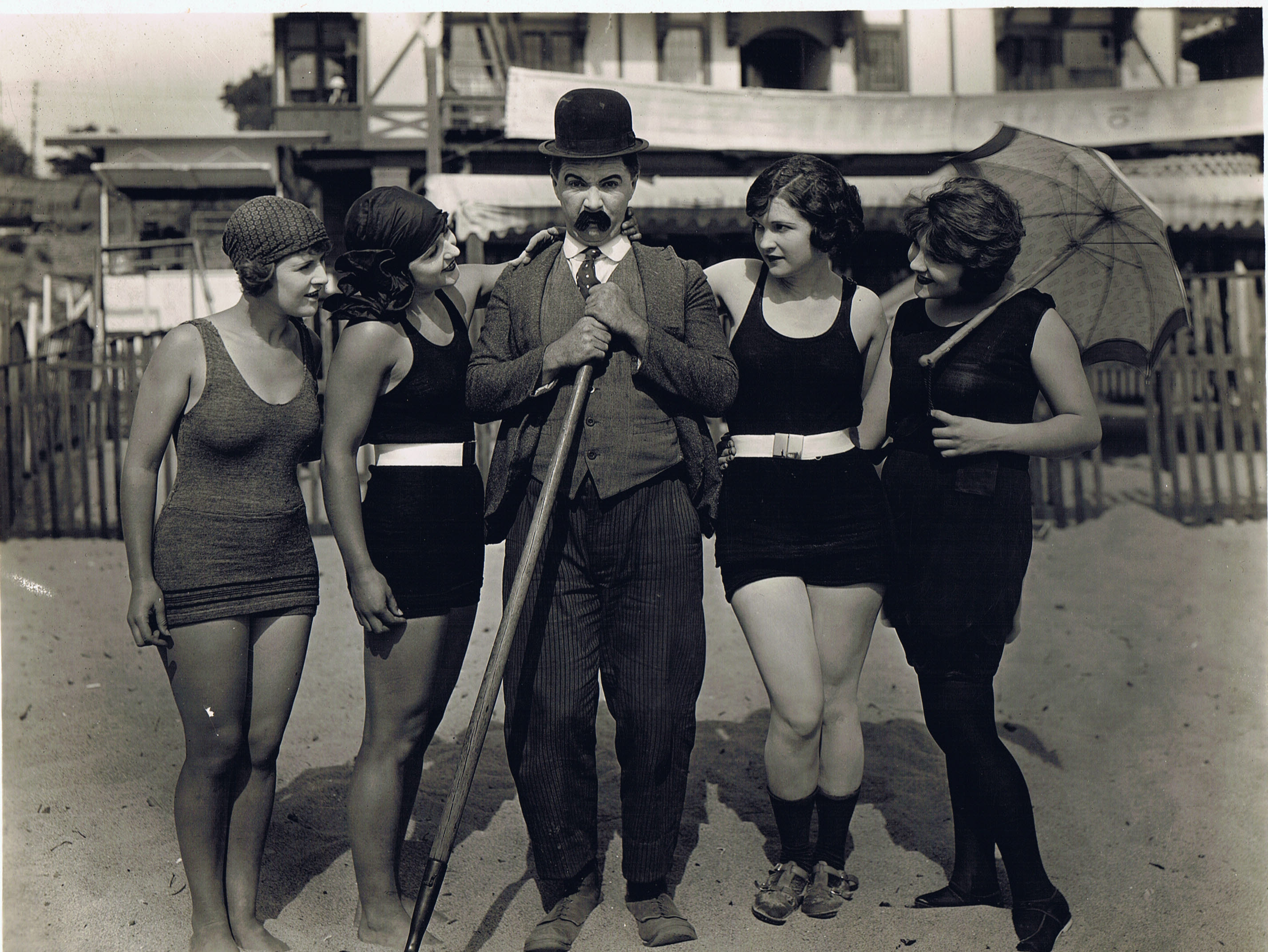
بیلی بوان, دهه ۱۹۲۰
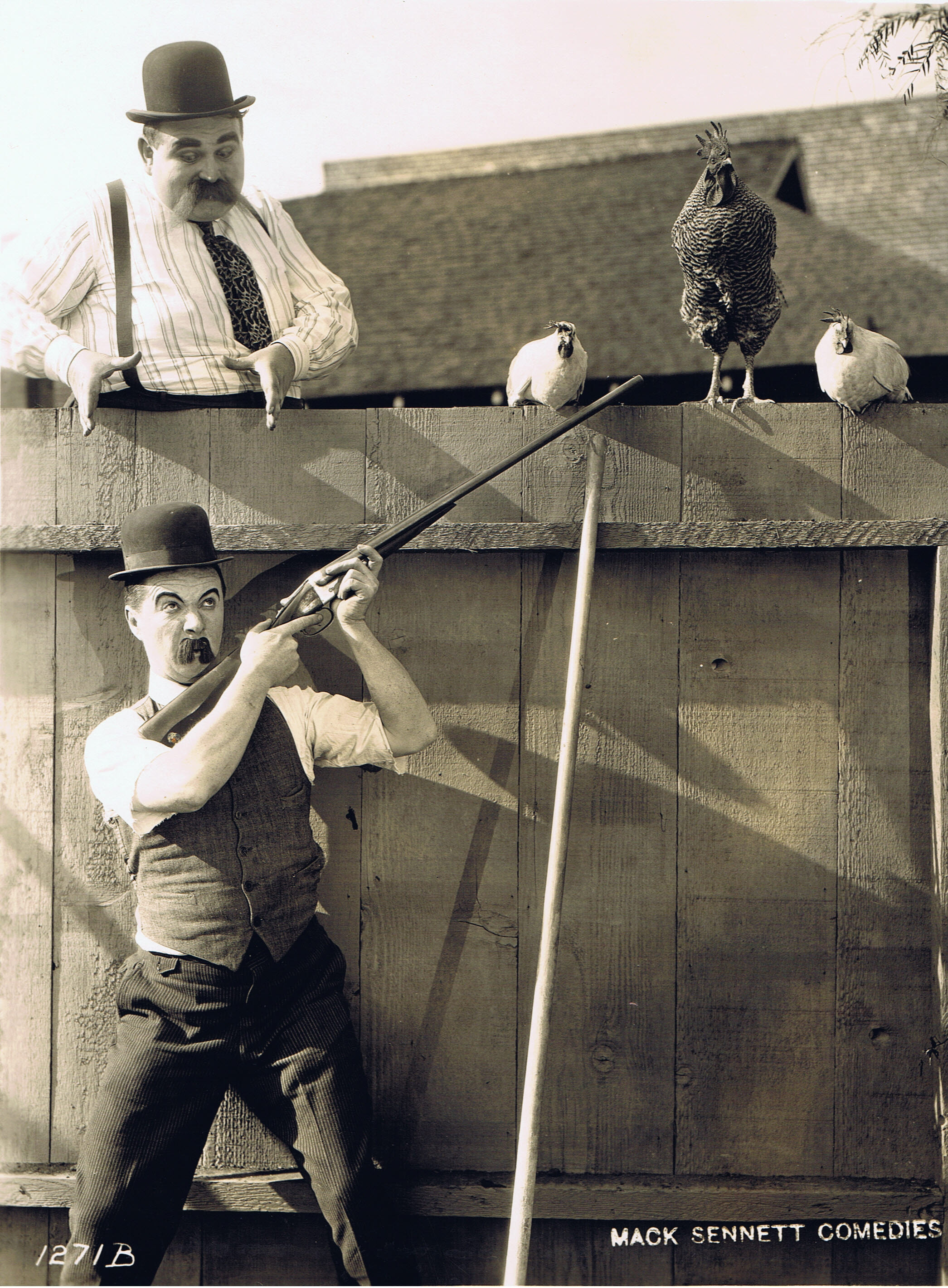
Scene from Oh! Daddy!, featuring Billy Bevan (bottom) and Mildred June (not shown), 1922